# Miloslav Bialek
Miloslav Bialek (12. června 1943 – 15. února 2014) byl český fotbalový trenér.

## Trenérská kariéra
V lize působil jako asistent Josefa Kolečka v Baníku Ostrava v sezóně 1984/85. V sezóně 1992/93 přivedl jako trenér do druhé ligy ŽD Bohumín. V následující sezóně 1993/94 byl asistentem v ligovém týmu FC Vítkovice. Později působil jako trenér mládeže Moravskoslezského krajského fotbalového svazu.
- 1984/85 Baník Ostrava - asistent
- 1992/93 ŽD Bohumín
- 1993/94 ŽD Bohumín
- 1993/94 FC Vítkovice - asistent
- 2008/09 Fotbal Fulnek - asistent